# قائمة أعمال أحمد خالد توفيق

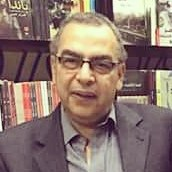
أحمد خالد توفيق في عام 2016.

ألف أحمد خالد توفيق روايات حققت نجاحًا جماهيريًا واسعًا، بدأت رحلته الأدبية مع كتابة سلسلة ما وراء الطبيعة، ورغم أن أدب الرعب لم يكن سائدًا في ذلك الوقت، فإن السلسلة حققت نجاحًا كبيرًا، واستقبالًا جيدًا من الجمهور. ما شجعه علي استكمالها، وأصدر بعدها سلسلة فانتازيا عام 1995، وسلسلة سفاري عام 1996. في عام 2006، سلسلة دبليو دبليو دبليو وأشهرها رواية يوتوبيا عام 2008، وقد تُرجمت إلي عدة لغات، وأُعيد نشرها في أعوام لاحقة. وكذلك رواية السنجة التي صُدرت عام 2012، ورواية مثل إيكاروس عام 2015. ثم رواية في ممر الفئران التي صُدرت عام 2016، بالإضافة إلي مؤلفات أخري مثل: قصاصات قابلة للحرق، وعقل بلا جسد، والآن نفتح الصندوق التي صُدرت علي ثلاثة أجزاء.
اشتهر أيضًا بالكتابات الصحفية، فقد انضم عام 2004 إلي مجلة الشباب التي تصدر عن مؤسسة الأهرام، وكذلك كانت له منشورات عبر جريدة التحرير والعديد من المجلات الأخري. كان له أيضًا نشاط في الترجمة، فنشر سلسلة رجفة الخوف، وهي روايات رعب مُترجمة، وكذلك ترجم رواية نادي القتال الشهيرة من تأليف تشاك بولانيك، وكذلك ترجمة رواية ديرمافوريا عام 2010، وترجمة رواية عداء الطائرة الورقية عام 2012. واستمر نشاطه الأدبي مع مزاولته مهنة الطب، فقد كان عضو هيئة التدريس واستشاري قسم أمراض الباطنة المتوطنة في كلية الطب (جامعة طنطا).

## روايات
| سنة الإصدار | الرواية                    | دار النشر                          |
| ----------- | -------------------------- | ---------------------------------- |
| 2008        | يوتوبيا                    | دار ميريت للنشر                    |
| 2013        | السنجة                     | مؤسسة قطر بلومزبري للنشر           |
| 2014        | تأثير الجرادة: رواية مصورة |                                    |
| 2015        | مثل إيكاروس                | دار الشروق                         |
| 2016        | في ممر الفئران             | دار ليلى دار الكرمة للنشر والتوزيع |

## مجموعات قصصية أو مقالات
| سنة الإصدار | المجموعة                                    | دار النشر                        | ملاحظات                                      |
| ----------- | ------------------------------------------- | -------------------------------- | -------------------------------------------- |
| 2005        | قوس قزح                                     | دار ليلى                         | بالاشتراك مع تامر إبراهيم                    |
| 2006        | عش ولا تقل للموت (لا) مرتين غدًا: مولوتوف 2  | دار ليلى                         | بالاشتراك مع محمد سامي وآخرين                |
| 2007        | الأن نفتح الصندوق 1                         | دار ليلى دايموند بوك             | مجموعة قصصية                                 |
| 2008        | عقل بلا جسد                                 | دايموند بوك                      | مجموعة قصصية؛ أُعيد نشرها من قبل دار ليلى     |
| 2008        | حظك اليوم                                   | دايموند بوك                      | مجموعة قصصية؛ أُعيد نشرها عام من قبل دار ليلى |
| 2008        | الغرفة رقم 207                              | دايموند بوك                      | مجموعة قصصية؛ أُعيد نشرها عام من قبل دار ليلى |
| 2009        | زغازيغ                                      | دار ليلى                         | مجموعة مقالات                                |
| 2009        | الآن أفهم                                   | دار ليلى                         | مجموعة قصصية                                 |
| 2009        | E.S.P                                       | دار ليلى                         | مجموعة قصصية                                 |
| 2009        | الأن نفتح الصندوق 2                         | دار ليلى دايموند بوك             | مجموعة قصصية                                 |
| 2010        | فقاقيع                                      | دار ليلى                         | مجموعة مقالات                                |
| 2010        | الغث من القول                               | دار ليلى                         | مجموعة مقالات                                |
| 2010        | الأن نفتح الصندوق 3                         | دار ليلى                         | مجموعة قصصية                                 |
| 2012        | قهوة باليورانيوم                            | دار كيان للنشر والتوزيع دار ليلى | مجموعة مقالات                                |
| 2012        | شاي بالنعناع                                | دار ليلى                         | مجموعة مقالات                                |
| 2012        | لست وحدك                                    | سبارك للنشر والتوزيع             | مجموعة قصصية                                 |
| 2012        | ضحكات كئيبة                                 | سبارك للنشر والتوزيع             | مجموعة مقالات                                |
| 2013        | وساوس وهلاوس                                | دار ليلى                         | مجموعة مقالات                                |
| 2014        | الهول                                       | دار الكرمة للنشر والتوزيع        | مجموعة قصصية                                 |
| 2015        | شربة الحاج داود: مقالات عن العلم وشبه العلم | دار الكرمة للنشر والتوزيع        | مجموعة مقالات                                |
| 2015        | أفلام الحافظة الزرقاء                       | دار ليلى                         | مجموعة مقالات                                |
| 2015        | ولد قليل الأدب                              | دار ليلى                         | مجموعة مقالات                                |

## كتب
| سنة الإصدار | الكتاب                                      | دار النشر                 | ملاحظات                                                                    |
| ----------- | ------------------------------------------- | ------------------------- | -------------------------------------------------------------------------- |
| 2006        | اللغز                                       |                           |                                                                            |
| 2006        | رجل الرمال                                  |                           | بالاشتراك مع محمد رضا عبد الله                                             |
| 2007        | قصاصات قابلة للحرق                          | دايموند بوك               | خواطر؛ أُعيد نشرها في عام من قبل دار ليلى                                   |
| 2007        | قصة تكملها أنت                              | دار ليلى                  | بالاشتراك مع أربعة مؤلفين شباب، وهم قراء محبون للأدب، وليسوا كتابًا محترفين |
| 2017        | اللغز وراء السطور :: أحاديث من مطبخ الكتابة | دار الشروق                |                                                                            |
| 2017        | خواطر سطحية سخيفة: عن الحياة والبشر         | دلتا للنشر والتوزيع       |                                                                            |
| 2018        | شآبيب                                       | دار الشروق                |                                                                            |
| 2018        | الحافة                                      | دار ليلى دايموند بوك      | بالاشتراك مع سند راشد دخيل                                                 |
| 2018        | أفراح المقبرة                               |                           |                                                                            |
| 2019        | رفقاء الليل                                 | دار الكرمة للنشر والتوزيع | صُدرت بعد وفاته                                                             |

## موسوعات
| سنة الإصدار | الموسوعة      | دار النشر            | ملاحظات                    |
| ----------- | ------------- | -------------------- | -------------------------- |
| 2006        | موسوعة الظلام | دار ليلى دايموند بوك | بالاشتراك مع سند راشد دخيل |
| 2018        | هادم الأساطير | دار ليلى دايموند بوك | بالاشتراك مع سند راشد دخيل |

## سلسلات
- سلسلة روايات ما وراء الطبيعة:

1. أسطورة إيجور
2. أسطورة الجنرال العائد
3. أسطورة المواجهة
4. أسطورتنا
5. أسطورة صندوق بندورا
6. أسطورة أرض الظلام
7. الحلقات المنسية
8. أسطورة شبه مخيفة

- سلسلة روايات فانتازيا:

1. قصة لا تنتهي

- سلسلة روايات WWW
- سلسلة روايات سافاري
- سلسلة روايات عالمية للجيب
- سلسلة روايات رجفة الخوف